# Depew, Oklahoma
Depew är en kommun (town) i Creek County i delstaten Oklahoma. Orten har fått namn efter politikern Chauncey Depew. Vid 2010 års folkräkning hade Depew 476 invånare.